# Gaswagen

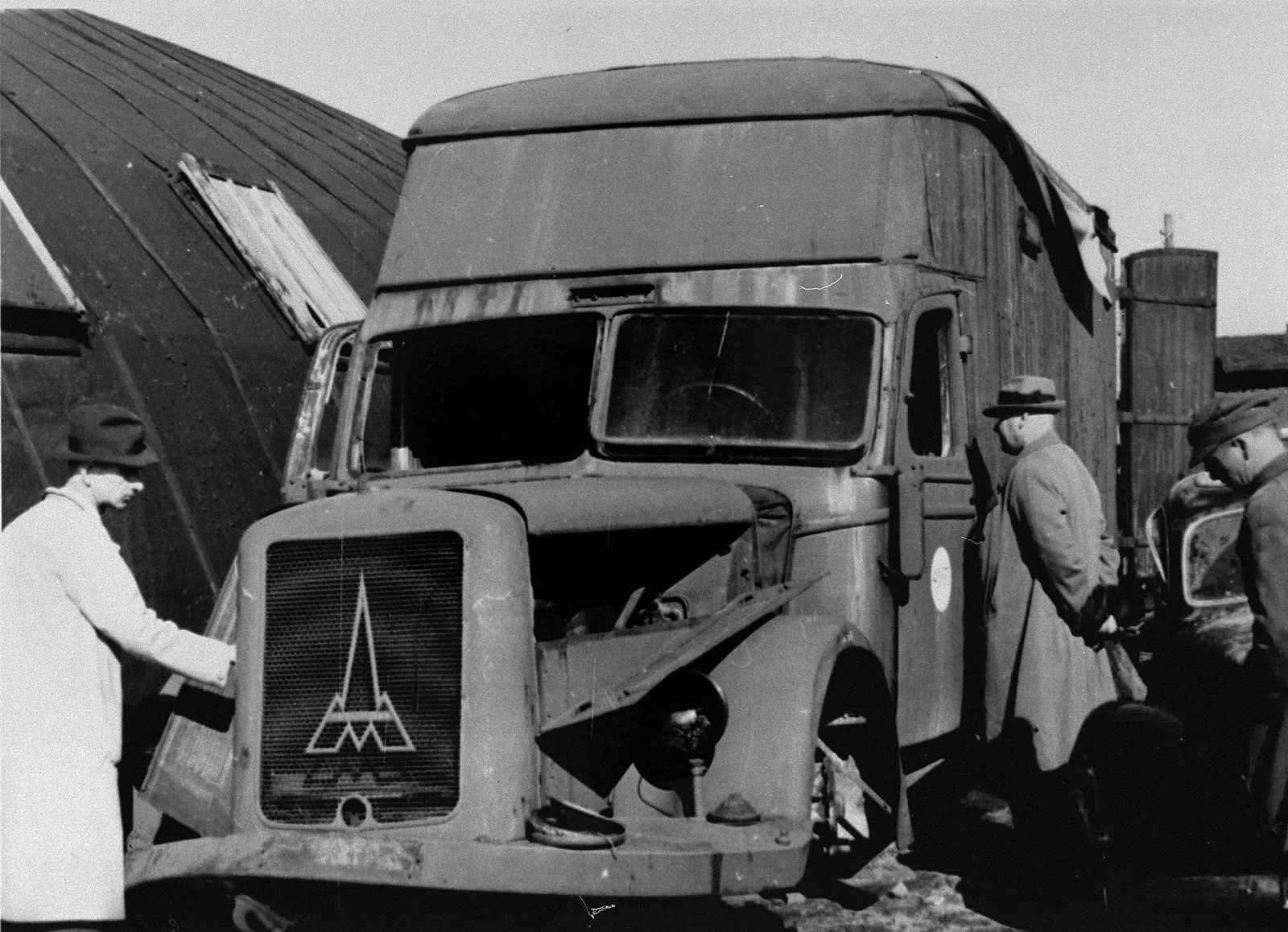
Camion Magirus-Deutz réputé similaire à ceux utilisés comme camion à gaz à Chełmno, Pologne 1945.

Le Gaswagen (« camion à gaz ») était un véhicule équipé d'un compartiment hermétique dans lequel étaient rejetés, soit du monoxyde de carbone pur conditionné en bouteilles, soit les gaz d'échappement du véhicule. Le Troisième Reich s'en est servi comme méthode génocidaire pour gazer des personnes handicapées ou de religion juive, ou tziganes au cours de la Seconde Guerre mondiale.

## Camions à gaz sous le Troisième Reich
Les camions étaient maquillés aux couleurs de la compagnie de café Kaiser (Kaiser's Kaffee-Geschäft Gmb).
Les premiers camions à gaz ont été utilisés fin 1939, début 1940 dans le cadre de l'Aktion T4 pour asphyxier les malades mentaux des asiles d'aliénés de Pologne. On utilisait un fourgon hermétique attelé à une cabine tractrice sur laquelle était fixé un réservoir rempli d'oxyde de carbone pur sous pression relié par des tuyaux jusqu'à l'intérieur de l'enceinte.
La deuxième génération de camions, celle employant les gaz d'échappement, se concrétise un peu plus tard, mi-août 1941, après qu'Heinrich Himmler a assisté près de Minsk à une exécution de Juifs par fusillade qui l'aurait incommodé. Il demanda à Arthur Nebe, chef de l'Einsatzgruppe B, de trouver un moyen plus efficace et plus invisible que la fusillade pour tuer les victimes. Après avoir pensé à la dynamite, Arthur Nebe se souvint qu'il avait failli un jour s'intoxiquer dans son garage alors que le moteur de sa voiture était resté en marche. L'idée fut adoptée. Plusieurs types de camion furent utilisés, notamment des Opel Blitz de 3,5t et des Saurerwagen de Saurer Autriche, carrossés avec des caisses hermétiques par l'entreprise Gaubschat Fahrzeugwerke GmbH, principal constructeur de Gazwagen, qui, en juin 1942, avait livré vingt camions. Des camions d'autres constructeurs ont également été probablement utilisés. Le chef d'un atelier technique du RSHA Harry Wentritt fut chargé par Reinhard Heydrich de mettre au point le dispositif pour relier le tuyau d'échappement à l'intérieur du fourgon. La première expérimentation du camion à gaz eut lieu début novembre 1941 dans le camp de concentration de Oranienburg-Sachsenhausen sur des prisonniers de guerre russes. Le Dr Theodor Leidig témoigne :

« Un jour je fus convoqué à Sachsenhausen. [...] Des hommes nus sortirent d'une baraque et montèrent dans un camion poids lourd. [...] Puis la voiture démarra. [...] Nous nous sommes rendus dans un autre endroit [...] c'était près du four crématoire. Je me souviens qu'on pouvait voir par un regard ou à travers une vitre l'intérieur de la voiture qui était éclairé. On constata que les gens étaient morts. [...] En tant que chimiste nous avons pu constater que les corps avaient l'aspect rosâtre typique des victimes du monoxyde de carbone. »

Ces Gaswagen ont été utilisés peu de temps après notamment au centre d'extermination de Chełmno, jusqu'à ce que les chambres à gaz aient été mises au point, méthode plus « efficace ».
En 1943, les crimes contre l'humanité sont commis sur le territoire de l'Union des républiques socialistes soviétiques vers Krasnodar, où environ 6 700 civils sont tués par empoisonnement dans les Gaswagen. Les témoignages de ces crimes ont été donnés au procès de Nuremberg. Le nombre total de victimes de ces instruments de mort au cours de la période de la Seconde Guerre mondiale est, selon le Mémorial Yad Vashem, de 700 000.